# Macromia indica
Macromia indica – gatunek ważki z rodziny Macromiidae.